# Rivière du Grand Pabos Ouest
Pour les articles homonymes, voir Pabos.
La rivière du Grand Pabos Ouest coule dans le territoire non organisé de Mont-Alexandre (canton de Weir et de Randin), ainsi que dans les municipalités de Chandler (secteurs de "Newport" et "Grand-Pabos-Ouest"), dans la municipalité régionale de comté (MRC) Le Rocher-Percé, dans la région administrative de la Gaspésie-Îles-de-la-Madeleine, au Québec, au Canada.
La rivière du Grand Pabos Ouest est un affluent de la Baie du Grand Pabos, laquelle se connecte à la rive Nord de la Baie-des-Chaleurs ; cette dernière s'ouvre vers l'Est sur le golfe du Saint-Laurent.

## Géographie
La rivière du Grand Pabos Ouest prend sa source ruisseaux de montagne dans la partie nord-ouest du canton de Weir, dans le territoire non organisé de Mont-Alexandre. Cette source draine le versant Est de la ligne de départage des eaux avec la rivière Reboul laquelle constitue un affluent de la rive est de la rivière Bonaventure. Cette source est située à :
- 2,1 km au Sud de la limite du canton de Guéguen ;
- 2,5 km au Nord-Est de la limite du canton de Honorat ;
- 19,6 km à l'Ouest de la confluence de la "rivière du Grand Pabos Ouest".

À partir de sa source la rivière du Grand Pabos Ouest coule sur environ 50 km surtout en milieu forestier et montagneux, répartis selon les segments suivants :
- 2,7 km vers l'Est, jusqu'à la confluence du ruisseau Madeleine (venant du Nord) ;
- 10,9 km vers l'Est en formant une courbe vers le Nord, jusqu'à la confluence du ruisseau McCrea (venant de l'Ouest) ;
- 0,4 km vers l'Est, jusqu'à la limite du canton de Randin ;
- 7,1 km vers le Sud-Est, jusqu'à la confluence de la décharge du Lac du Vingt(venant du Nord) ;
- 0,9 km vers le Sud-Ouest, jusqu'à la confluence du ruisseau McNeil (venant du Nord-Ouest) ;
- 5,1 km vers le Sud-Est, jusqu'à la limite de la ville de Chandler (secteur "Newport") ;
- 0,2 km vers le Sud-Est, jusqu'à la confluence du ruisseau des Pins (venant du Sud-Ouest) ;
- 4,3 km vers le Sud-Est, jusqu'à la confluence du ruisseau Bisson (venant de l'Ouest) ;
- 2,4 km vers l'Est, jusqu'à la confluence du ruisseau McKenzie (venant du Nord-Ouest) ;
- 1,2 km vers l'Est, jusqu'à la confluence du ruisseau Laroche (venant du Sud-Ouest) ;
- 2,8 km vers l'Est en serpentant jusqu'à la confluence du ruisseau Rankin (venant du Nord-Ouest) ;
- 2,9 km vers le Nord-Est jusqu'à la confluence du ruisseau Rory (venant du Nord-Ouest) ;
- 1,7 km vers le Nord-Est jusqu'à la confluence du ruisseau de la Coulée Martin (venant du Nord-Ouest) ;
- 3,9 km vers le Nord-Est jusqu'à la limite du secteur "Grand-Pabos-Ouest" de la ville de Chandler ;
- 0,3 km vers l'Est jusqu'au pont de la route 132 ;
- 0,5 km vers le Sud-Est jusqu'à sa confluence[2].

La rivière du Grand Pabos Ouest se déverse sur la rive Nord-Ouest de la baie du Grand Pabos ou sur le grès à marée basse. Le courant traverse la baie vers le sud-ouest sur 9,3 km jusqu'au pont du chemin de fer du Canadien National qui enjambe le détroit de la jetée de la plage du Grand Pabos. Ce détroit connecte la baie du Grand Pabos à la rive nord de la Baie-des-Chaleurs.
Cette confluence est située :
- du côté Ouest du centre-ville de Chandler ;
- à 2,0 km à l'Ouest de la confluence de la rivière du Grand Pabos ;
- 4,1 km au Nord-Ouest de la confluence de la Rivière de l'Anse aux Canards.

Cette baie est protégée des fortes mers par une jetée de 0,8 km rattachée à la rive Nord-Est de la baie et par une presqu'île de 2,5 km de long rattachée à la rive Sud de la baie. Le chemin de fer du Canadien National passe sur cette jetée ; le pont ferroviaire enjambe l'étroite sortie de la baie, constituant ainsi la confluence de la "rivière du Grand Pabos Ouest". Tandis que la route 132 contourne la baie par le Nord-Ouest.

## Toponymie
Le terme Pabos provient du terme "Papôgotj" ou "Papôg" de la langue Micmac signifiant "eaux tranquille" Cette signification correspond bien aux caractéristiques de la baie située à la confluence.
Le 14 novembre 1696, le gouverneur Frontenac et l'intendant Champigny ont concédé la seigneurie du Grand-Pabos à René Hubert (1648-1725). Le territoire de cette seigneurie comportait 3 lieues de front sur 3 lieues de profondeur. Le registre d'intendance indique : « de lui vouloir accorder concession de la rivière du Grand Pabo, autrement dite la rivière Duval ... ».
Le toponyme Rivière du Grand Pabos Ouest a été officialisé le 5 décembre 1968 à la Commission de toponymie du Québec.